# Kelch-Traubenhafer
Der Kelch-Traubenhafer (Danthonia alpina) ist eine Pflanzenart aus der Gattung Traubenhafer (Danthonia) und damit der  Familie der Süßgräser (Poaceae).

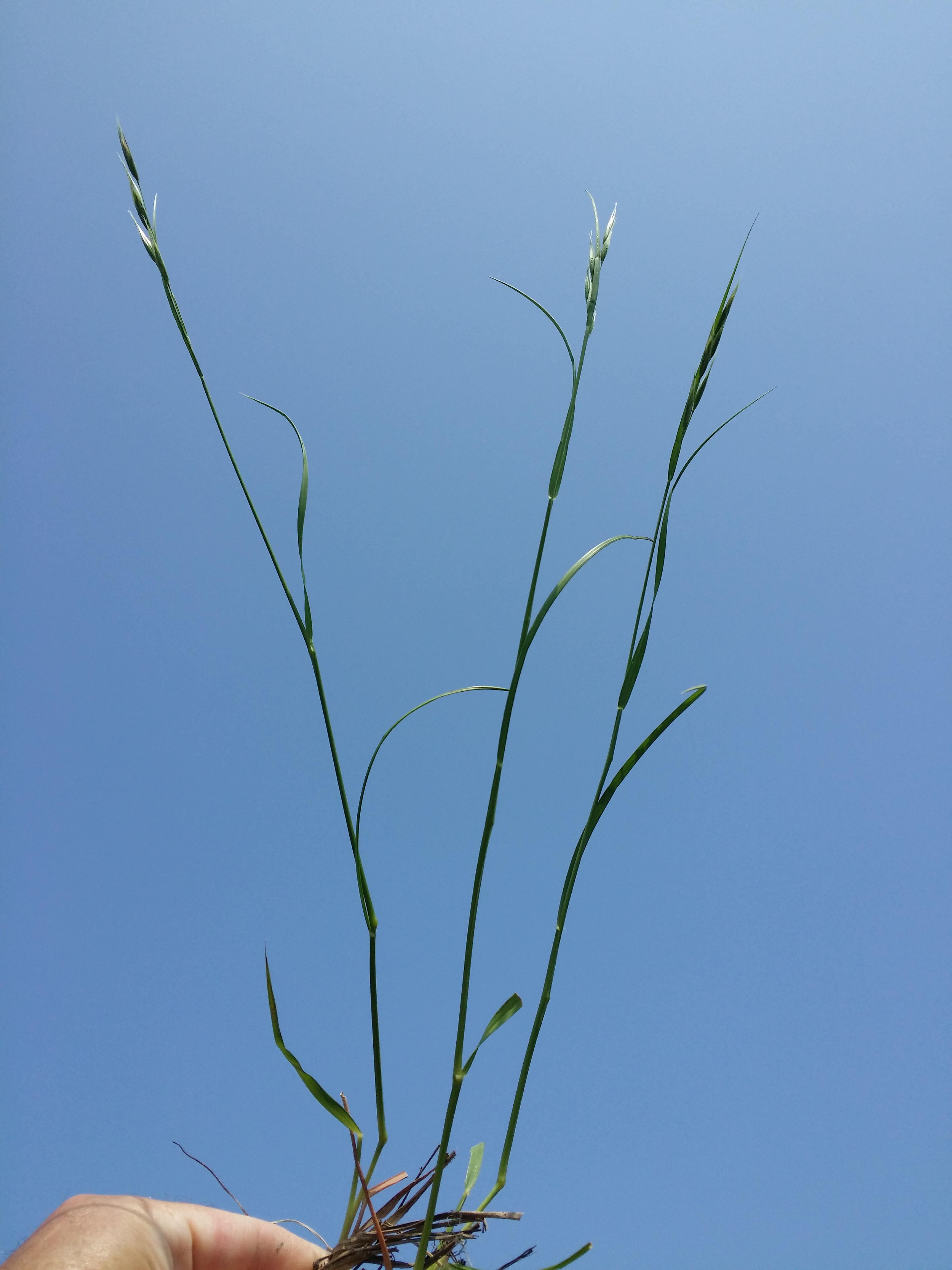
Habitus

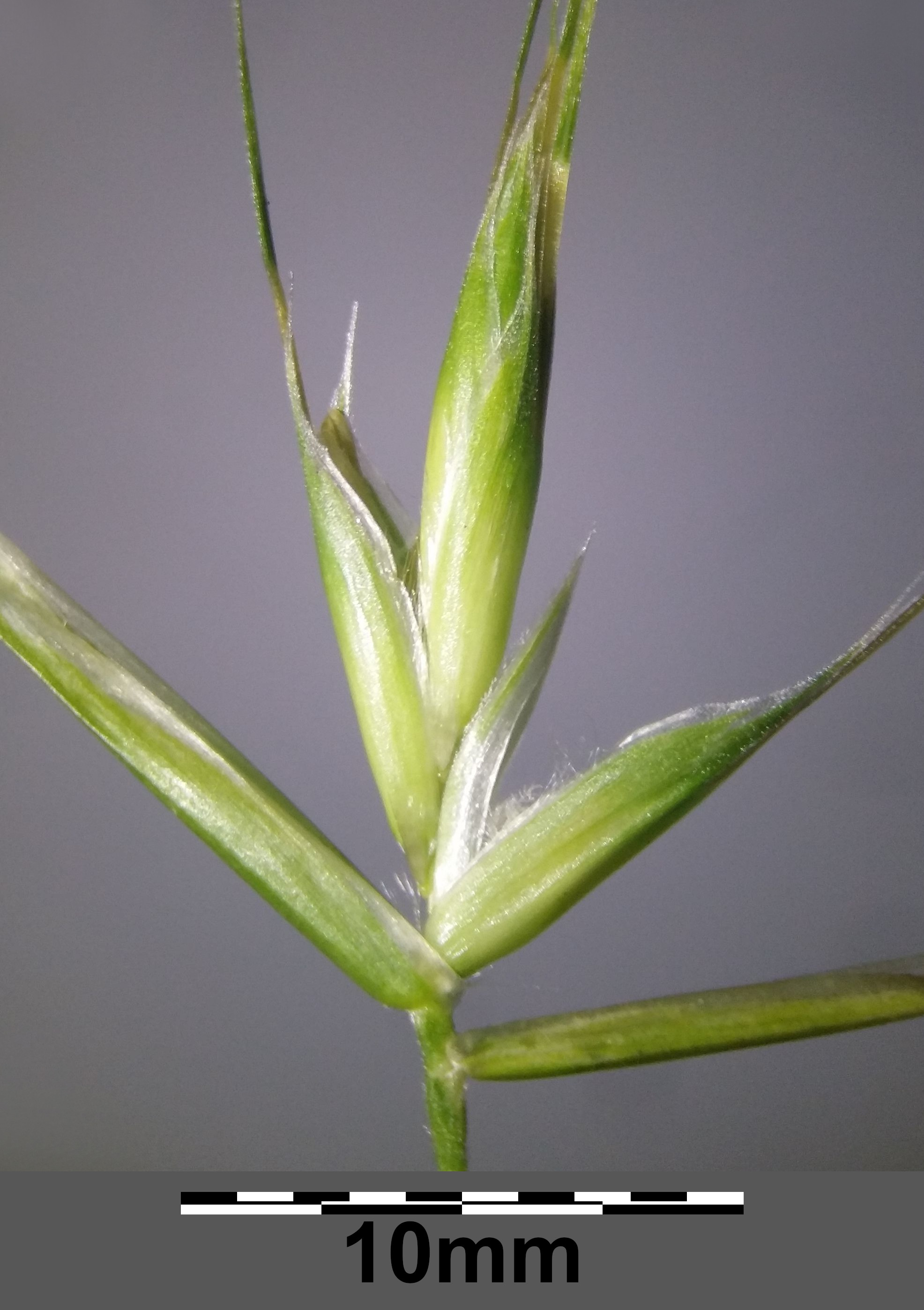
Ährchen

## Beschreibung

### Vegetative Merkmale
Der Kelch-Traubenhafer ist ein ausdauerndes rasenförmig wachsendes Gras. Seine Halme werden 30–100 Zentimeter hoch, sie sind glatt und kahl, unverzweigt und haben 3–4 Knoten. Die Blattscheiden sind kahl und tragen nur an der Öffnung ein Büschel 2 Millimeter langer Haare. Das Blatthäutchen ist ein Wimpernkranz aus 0,5 Millimeter langen Haaren. Die Blattspreiten sind 10–20 Zentimeter lang und 1,5–3 Millimeter breit. Sie sind flach ausgebreitet und an den Rändern eingerollt.

### Generative Merkmale
Die Blütezeit ist Mai bis Juni. Die Blütenrispe oder Blütentraube ist 3–8 Zentimeter lang, locker und zusammengezogen. Die Seitenäste gehen einzeln von der Hauptachse weg. Die Ährchenstiele sind bis 12 Millimeter lang. Die Ährchen sind (ohne die Grannen) 15–25 Millimeter lang. Die Hüllspelzen sind untereinander gleich, 5–7-nervig und 15–25 Millimeter lang. Die Deckspelzen sind neunnervig, vom Grund bis zur Ansatzstelle der Mittelgranne 3,5–5 Millimeter lang. Sie enden oben mit zwei begrannten Seitenlappen. Die Mittelgranne ist gekniet, die Untergranne ist 3 Millimeter lang und hobelspanartig gedreht, die Obergranne ist 8–11 Millimeter lang, gerade und rau. Die Vorspelzen sind zweinervig und 5–7 Millimeter lang. Die Staubbeutel sind 1,5–3 Millimeter lang.
Die Chromosomenzahl ist 2n = 36.

## Verbreitung
Der Kelch-Traubenhafer kommt von Mitteleuropa und Südeuropa bis zum Kaukasus vor. Sein Verbreitungsgebiet umfasst die Länder Spanien, Frankreich, Italien, Deutschland, die Schweiz, Österreich, Tschechien, Ungarn, Slowenien, Kroatien, Albanien, Serbien, Bulgarien, Griechenland, Slowakei, Ukraine, Rumänien, Russland, Armenien und die Türkei. Er steigt im Tessin am Monte San Giorgio bis 1096 Meter Meereshöhe auf. In Deutschland kommt er nur auf der Garchinger Heide und bei Dingolfing vor. In Österreich kommt er in Niederösterreich und im Burgenland vor; in der Schweiz im Tessin und in St. Gallen; in Südtirol ist die Art verschwunden.

## Ökologie
Der Kelch-Traubenhafer gedeiht in Mitteleuropa in Trockenrasen auf sommerwarmen, trockenen, mageren, basenreichen, zum Teil kalkfreien oder entkalkten, neutralen, humosen, durchlässigen, lehmigen Stein- und Kiesböden vor. Er ist eine Charakterart des Adonido-Brachypodietum aus dem Verband Cirsio-Brachypodion. In den Südalpen wächst er auch in lichten Laubwäldern; auf Bergwiesen, an Wegen und Rainen.
Die ökologischen Zeigerwerte nach Landolt et al. 2010 sind in der Schweiz: Feuchtezahl F = 1+ (trocken), Lichtzahl L = 4 (hell), Reaktionszahl R = 4 (neutral bis basisch), Temperaturzahl T = 4+ (warm-kollin), Nährstoffzahl N = 2 (nährstoffarm), Kontinentalitätszahl K = 4 (subkontinental).

## Taxonomie
Der Kelch-Traubenhafer wurde 1821 von Lorenz Chrysanth von Vest in Flora; oder, (allgemeine) botanische Zeitung Band 4, S. 145 als Danthonia alpina erstbeschrieben. Synonyme sind Avena calicina Vill., Danthonia provincialis DC. und Danthonia calicina (Vill.) Rchb.

## Naturschutz
Der Kelch-Traubenhafer gehört in Deutschland zu den vom Aussterben bedrohten Arten. Auch in Tschechien zählt er zu den bedrohten Arten. In der Schweiz gilt er als „stark gefährdet“.